# Masdevallia plantaginea
Masdevallia plantaginea är en orkidéart som först beskrevs av Eduard Friedrich Poeppig och Stephan Ladislaus Endlicher, och fick sitt nu gällande namn av Célestin Alfred Cogniaux. Masdevallia plantaginea ingår i släktet Masdevallia och familjen orkidéer. Inga underarter finns listade i Catalogue of Life.